# Moraine Point
Der Moraine Point (englisch für polnisch Morenowy Przylądek ‚Moränenkap‘) ist eine kleine Landspitze an der Südküste von King George Island im Archipel der Südlichen Shetlandinseln. Sie liegt auf der Ostufer der Keller-Halbinsel ragt in das Martel Inlet hinein, eine Nebenbucht der Admiralty Bay.
Polnische Wissenschaftler benannten sie 1980. Namensgebend ist der Umstand, dass es sich bei der Landspitze um einen Ausläufer einer Moräne handelt.